# Pinball Mania
Pinball Mania è un videogioco del tipo simulatore di flipper, pubblicato nel 1995 da 21st Century Entertainment. Il videogame è molto simile alla saga di Pinball Dreams dello stesso editore, pur non essendone un seguito ufficiale. Fu pubblicato per Amiga 1200, PC MS-DOS e Game Boy. Le tavole Tarantula e Jailbreak sono presenti nel videogioco Pinball Advance sempre di Spidersoft per Game Boy Advance.

## Tavoli
Il gioco comprende i seguenti classici quattro tavoli.
- Jackpot
- Tarantula
- Kick-Off!
- Jailbreak